# Homecoming (2009)
Homecoming is een Amerikaanse horrorfilm onder regie van Morgan J. Freeman. De productie ging op 17 juli 2009 in de Verenigde Staten in wereldpremière. De hoofdrollen zijn voor Mischa Barton, Matt Long en Jessica Stroup.

## Verhaal
Shelby is er ongelukkig sinds haar vriendje Mike hun relatie heeft beëindigd. Wanneer blijkt dat hij een nieuwe vriendin heeft, wordt Shelby jaloers en besluit ze haar te ontvoeren. Mike zal snel moeten ingrijpen, voordat Shelby helemaal door het lint gaat.

## Rolverdeling
| Acteur              | Personage         |
| ------------------- | ----------------- |
| Mischa Barton       | Shelby Mercer     |
| Matt Long           | Mike Donaldson    |
| Jessica Stroup      | Elizabeth Mitchum |
| Michael Landes      | Billy Fletcher    |
| Allen Williamson    | Adams             |
| Joshua Elijah Reese | Billick           |
| Nick Pasqual        | Davis             |
| Joe Forgione        | Elfman            |
| Alex Hooper         | Joblanski         |

## Productie
Op 12 november 2007 werd Mischa Barton geselecteerd als Shelby. Op 19 december 2007 werden Matt Long, Jessica Stroup en Michael Landes aan de acteurs toegevoegd. Het filmen duurde tot maart 2008 en op 29 februari 2008 werd er een trailer van de film uitgebracht.